# Річард Доббс Спейт
Річард Доббс Спейт, старший (1758—1802) — американський революціонер, восьмий губернатор американського штату Північна Кароліна з 1792 по 1795 роки.
Народився у Північній Кароліні, але у віці 8 років, після смерті батьків, потрапив до Ірландії. Навчався там і в Шотландії, в 1778 році. Повернувся до Північної Кароліни. Служив у міліції і в конгресі штату. Після війни за незалежність був делегатом Континентального конгресу. На Філадельфійському конвенті відвідував усі засідання і кілька разів брав слово. Сприяв ратифікації Конституції Північною Кароліною. Зазнав поразки на виборах до Сенату США і на посаду губернатора, але 1802 року був обраний до Палати представників. Спайт помер 6 вересня 1802 року внаслідок поранень, отриманих на дуелі з Джоном Стенлі, конгресменом-федералістом, який переміг його на виборах до Палати представників у 1800 році. Похований у «Клермонті», поблизу Нью-Берна, Північна Кароліна. Спайт-стріт у Медісоні, штат Вісконсин, названа на честь Річарда Спайта.